# GE-600
Les GE-600 sont une famille d'ordinateurs centraux 36-bits commercialisés durant les années 1960, construit par General Electric (GE). Lorsque General Electric quitte le secteur de l'informatique plus précisément la branche des ordinateurs centraux, la gamme est vendue à Honeywell, qui construit des systèmes similaires dans les années 1990, alors que la division rejoint le groupe Bull puis NEC.